# Lancelot, le premier chevalier
Pour les articles homonymes, voir Lancelot (homonymie).
Pour plus de détails, voir Fiche technique et Distribution.
Lancelot, le premier chevalier  ou  Le Premier  Chevalier au Québec (First Knight) est un film américain réalisé par Jerry Zucker, sorti en 1995.
Il raconte les exploits de Lancelot, un des chevaliers de la Table ronde, dans la légende arthurienne.

## Synopsis
Lancelot sauve une jeune fille, dame Guenièvre, d'une embuscade. Il tombe amoureux d'elle, ne sachant pas qu'elle est destinée à épouser le roi Arthur, roi de Camelot. Ne pouvant pas résister à cet amour, Lancelot tente de s'éloigner d'elle, mais quand le chevalier Méléagant l'enlève, il part à son secours.

## Fiche technique
- Titre original : First Knight (premier chevalier)
- Titre français : Lancelot, le premier chevalier
- Titre  québécois : Le Premier Chevalier
- Réalisation : Jerry Zucker
- Scénario : William Nicholson, Lorne Cameron, David Hoselton (en)
- Producteurs : Jerry Zucker et Hunt Lowry
  - Producteur associé : Kathryn J. McDermott
  - Producteurs exécutifs : Gil Netter, Eric Rattray et Janet Zucker
- Sociétés de production : Columbia Pictures et First Knight Productions
- Musique : Jerry Goldsmith
- Montage : Walter Murch
- Photographie : Adam Greenberg
- Décors : John Box
- Costumes : Nanà Cecchi
- Dates de sortie :
  - États-Unis : 7 juillet 1995
  - France : 16 août 1995

## Distribution
- Sean Connery (VF : Léon Dony ; VQ : Ronald France) : Le roi Arthur
- Richard Gere (VF : Robert Guilmard ; VQ : Hubert Gagnon) : Lancelot
- Julia Ormond (VF : Nathalie Juvet ; VQ : Geneviève De Rocray) : Guenièvre
- Ben Cross (VF : Sylvain Lemarié[1] ; VQ : Jean-Luc Montminy[2]) : Méléagant
- Liam Cunningham (VF : Jean-Jacques Nervest ; VQ : Luis de Cespedes) : Agravain
- Valentine Pelka (VF : Bruno Carna) : Sir Patrise
- Ralph Ineson : Ralf
- John Gielgud (VF : Pierre Baton ; VQ : Edgar Fruitier) : Oswald
- Stuart Bunce (en) (VQ : François Sasseville) : Pierre, le palefrenier du Roi
- Jane Robbins (VQ : Aline Pinsonneault) : Elise
- Paul Kynman (VF : Bertrand Arnaud ; VQ : Daniel Picard) : Mark
- Jeffery Dench (VF : Georges Aubert) : l'aîné

## Réception
Le film a rapporté 127,6 millions de dollars pour un budget de 55 millions de dollars.

## Anecdotes
- Lors de la distribution française du film, les studios de doublage étaient en grève. De ce fait, le film a été doublé principalement par des comédiens belges. Ainsi Sean Connery est doublé une fois de plus par Léon Dony après Un Anglais sous les tropiques et Juste Cause. Quant à Richard Gere, il est doublé par Robert Guilmard.
- Catherine Zeta-Jones, alors très peu connue, a failli incarner Dame Guenièvre.